# Ельсфлет
Ельсфлет (нім. Elsfleth) — місто в Німеччині, розташоване в землі Нижня Саксонія. Входить до складу району Везермарш.
Площа — 115,15 км2. Населення становить 9113 ос. (станом на 31 грудня 2021).